# Mars Orbiter Camera

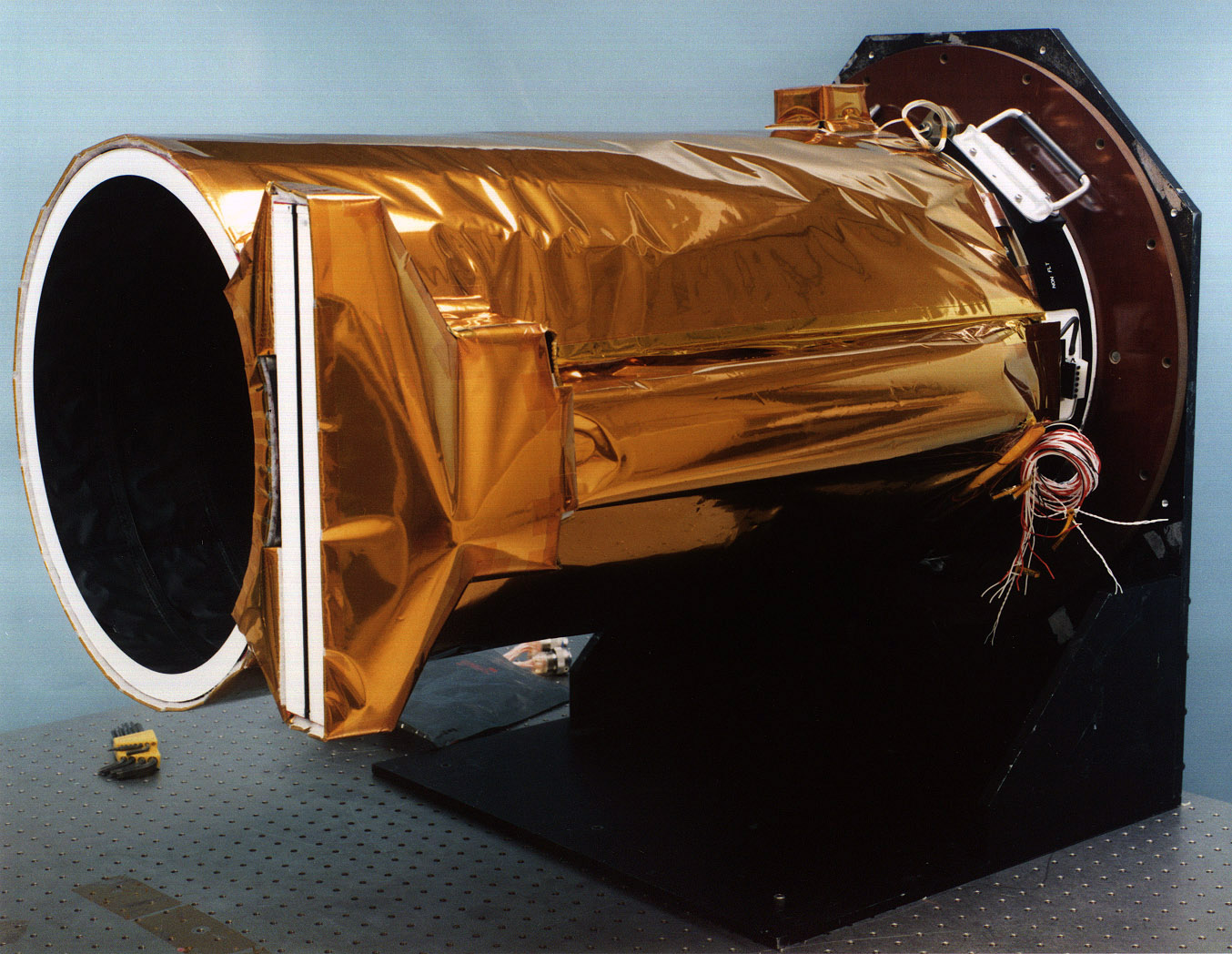
Mars Orbiter Camera — камера, работавшая на орбите Марса в период с 1997 по 2006 года (узкоугольная камера находится внутри цилиндра, две широкоугольные камеры смонтированы на передней части)

Mars Orbiter Camera и Mars Observer Camera (MOC) — две идентичные научные камеры, которые были установлены на борту двух исследовательских станций:  Mars Global Surveyor и Mars Observer соответственно. Mars Orbiter Camera была создана компанией Malin Space Science Systems (MSSS) для NASA. Стоимость всего проекта MOC составила около 44 млн. долл. США, что выше, чем предполагал бюджет проекта.

## Введение
Первоначально названная Mars Observer Camera, в 1986 году она была выбрана NASA для миссии Mars Observer, но камера смогла прислать только три изображения планеты Марс до потери связи с космическим аппаратом в 1993 году. Вторая камера имеет те же характеристики, но была переименована в Mars Orbiter Camera (MOC). Mars Orbiter Camera создала компания Malin Space Science Systems (MSSS), при содействии Калифорнийского технологического института.  Камера запущена в составе космического аппарата Mars Global Surveyor (MGS) в 1996 году. Mars Orbiter Camera смогла сделать 243 668 фотографий на марсианской орбите, прежде чем Mars Global Surveyor вышел из строя в 2006 году.
Научный прибор состоял из трех составляющих: чёрно-белой узкоугольной камеры с пространственным разрешением 1,4 метров на пиксел (при съемке с высоты 378 км), а также двух широкоугольных камер с разрешающей способностью от 230 м до 7,5 км на пиксел. Узкоугольная камера сделала 97 097 снимков (примерно 40 %) из 243 668, в общей сложности присланных Mars Orbiter Camera.
Узкоугольная камера была помещена внутрь цилиндра длиной 80 и диаметром 40 см, две широкоугольные камеры были смонтированы чуть выше передней части цилиндра. Все камеры были построены на базе ПЗС-элементов и состояли из современнейшей электроники 1980-х годов, в том числе 32-битного радиационно-стойкого процессора, работающего на частоте 10 МГц (способного выполнять 1 млн операций в секунду) и 12 Мбайт оперативной памяти.
Помимо съёмки, 12 Мбайт оперативной памяти в Mars Orbiter Camera были также задействованы в работе главной ретранслирующей антенны аппарата Mars Global Surveyor, в качестве временного места хранения данных, необходимых для осуществления связи между приземлившимся аппаратом на Марс и Землёй. Например, более чем 7,6 терабит данных было передано от марсоходов миссии Mars Explorations Rover (Спирит и Оппортьюнити). Камера также помогла учёным NASA в поиске подходящих мест посадок для будущих марсоходов и спускаемых аппаратов.

## Галерея

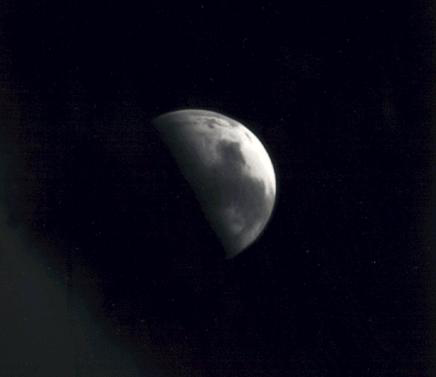
Марс, запечатлённый Mars Observer Camera, прежде чем была утеряна связь со станцией
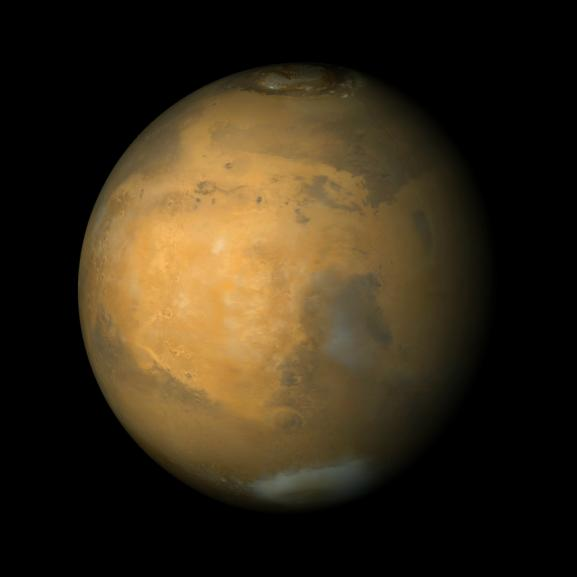
Марс, снятый Mars Orbiter Camera в насыщенных цветах. В центре Земля Аравия (яркая область)
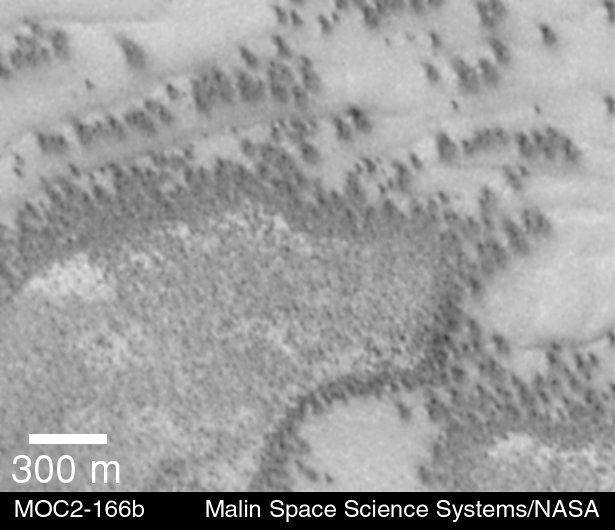
Дюны в полярной области Марса, снимок сделан Mars Orbiter Camera 29 июля 1999 года